# 科勒·阿科斯
科勒·阿科斯（匈牙利語：Keller Ákos，1989年3月28日—），匈牙利籃球運動員，現在效力於法國聯賽球隊Élan Béarnais Pau-Lacq-Orthez。他也代表匈牙利國家籃球隊參賽。